# Soulles
Soulles ist eine Ortschaft und eine Commune déléguée in der französischen Gemeinde Bourgvallées mit 466 Einwohnern (Stand: 1. Januar 2022) im Département Manche in der Region Normandie.

## Geographie
Soulles liegt rund 13 Kilometer südwestlich von Saint-Lô und 19 Kilometer östlich von Coutances. Die Nachbarortschaften sind Saint-Martin-de-Bonfossé im Norden, Le Mesnil-Herman im Nordosten, Moyon im Osten, La Haye-Bellefond und Le Guislain im Süden, Notre-Dame-de-Cenilly im Westen und Dangy im Nordwesten.
Die Ortslage wird vom gleichnamigen Fluss Soulles durchquert.

## Geschichte
Zum 1. Januar 2019 wurde Soulles in die Commune nouvelle Bourgvallées eingemeindet und wurde dadurch zur Commune déléguée. Sie gehörte zum Arrondissement Saint-Lô sowie zum Kanton Saint-Lô-2.

## Bevölkerungsentwicklung
| Jahr      | 1968 | 1975 | 1982 | 1990 | 1999 | 2006 |
| Einwohner | 510  | 424  | 377  | 397  | 395  | 415  |

## Sehenswürdigkeiten
- Kirche Saint Martin